# Gavin Schmidt
Gavin Schmidt (...) è un climatologo britannico naturalizzato statunitense.
Dirige il Goddard Institute for Space Studies della NASA e si occupa di ricerche sui modelli climatici e i cambiamenti climatici. Svolge anche attività divulgativa sulle questioni climatiche tramite il blog scientifico RealClimate.

## Biografia
Schmidt ha studiato a Oxford al Jesus College, dove ha conseguito il bachelor of arts in matematica nel 1988 e ha perfezionato i suoi studi a Londra all'University College, dove ha conseguito il Ph.D in matematica applicata nel 1994. Dopo il dottorato ha lavorato per due anni in Canada all'Università McGill, poi si è trasferito negli USA, dove ha lavorato come ricercatore per due anni al NOAA e successivamente alla Columbia University, dove ha lavorato per sei anni. Nel 2004 ha cominciato a lavorare al Goddard Institute for Space Studies della NASA, occupandosi principalmente di modelli del clima. Nel 2014 è stato nominato direttore del Goddard Institute al posto di James Hansen, ritiratosi dall'attività. In un'intervista alla rivista Science News, Schmidt ha dichiarato che intende continuare il lavoro del Goddard Institute sui modelli climatici ed estenderlo agli impatti sul clima e all'esobiologia.

## Ricerche
All'inizio della sua carriera, Schmidt si è occupato dei rapporti fra il clima e la variabilità della circolazione oceanica, usando modelli della circolazione oceano-atmosfera. In seguito ha affinato le sue ricerche sulla variabilità del clima, sia intrinseca che in rapporto alle forzanti climatiche, in modo da migliorare gli attuali modelli del clima. Ha studiato anche la paleoclimatologia, lavorando su metodi per confrontare i dati paleo-climatici con i modelli climatici attuali. Schmidt ha contribuito alla messa a punto del GISS ModelE, un modello di circolazione oceano-atmosfera messo a punto dal Goddard Institute. Schmidt si interessa inoltre degli effetti sui cambiamenti climatici di molteplici fattori tra cui l'irraggiamento solare e i gas serra. Ha inoltre contribuito alla redazione del Quarto Rapporto del Gruppo intergovernativo sul cambiamento climatico. Schmidt è autore o coautore di un libro e di più di 280 articoli scientifici.

## Attività di divulgazione
In qualità di climatologo, Schmidt è apparso in diverse occasioni sui mezzi di comunicazione, per essere intervistato su studi o notizie riguardanti il clima. Collabora con l'American Museum of Natural History, il Collège de France e la New York Academy of Sciences per attività educative e divulgative. Nel 2004 ha fondato con otto suoi colleghi il blog scientifico RealClimate, che fornisce commenti critici sulla scienza del clima pubblicando anche post scritti da esperti nel loro campo di studi. Il blog ha ospitato anche articoli scritti per difendere gli studi scientifici attaccati in occasione della controversia della mazza da hockey. Nel 2009-2010, in occasione del Climategate, ha difeso gli scienziati del clima coinvolti, tra cui Michael E. Mann e Phil Jones.

## Pubblicazioni

### Libri
- Gavin Schmidt-Joshua Wolfe, Climate Change: Picturing the Science, W. W. Norton & Company, 2009

### Articoli principali
- Lenssen, Nathan J. L., Gavin A. Schmidt, James E. Hansen, Matthew J. Menne, Avraham Persin, Reto Ruedy, and Daniel Zyss (2019). Improvements in the GISTEMP Uncertainty Model, Journal of Geophysical Research: Atmospheres, 214(12), pp. 6307-6326.
- Schmidt, Gavin. (2010). Does science progress? Glibert Plass redux. American Scientist. 98 (1): 64–5.
- Benestad, R.E.; Gavin.A. Schmidt (2009). Solar trends and global warming. J. Geophys. Res. 114 (D14): D14101.
- Jones, P.D., K.R. Briffa, T.J. Osborn, J.M. Lough, T.D. van Ommen, B.M. Vinther, J. Luterbacher, E.R. Wahl, F.W. Zwiers, M.E. Mann, G.A. Schmidt, C.M. Ammann, B.M. Buckley, K.M. Cobb, J. Esper, H. Goosse, N. Graham, E. Jansen, T. Kiefer, C. Kull, M. Küttel, E. Mosley-Thompson, J.T. Overpeck, N. Riedwyl, M. Schulz, A.W. Tudhope, R. Villalba, H. Wanner, E. Wolff, and E. Xoplaki (2009). High-resolution palaeoclimatology of the last millennium: A review of current status and future prospects.  The Holocene. 19 (1): 3–49
- Santer, B.D., P.W. Thorne, L. Haimberger, K.E. Taylor, T.M.L. Wigley, J.R. Lanzante, S. Solomon, M. Free, P.J. Gleckler, P.D. Jones, T.R. Karl, S.A. Klein, C. Mears, D. Nychka, G.A. Schmidt, S.C. Sherwood, and F.J. Wentz (2008). Consistency of modelled and observed temperature trends in the tropical troposphere.  Int. J. Climatol. 28 (13): 1703–22.
- Schmidt, G.A., R. Ruedy, J.E. Hansen, I. Aleinov, N. Bell, M. Bauer, S. Bauer, B. Cairns, V. Canuto, Y. Cheng, A. Del Genio, G. Faluvegi, A.D. Friend, T.M. Hall, Y. Hu, M. Kelley, N.Y. Kiang, D. Koch, A.A. Lacis, J. Lerner, K.K. Lo, R.L. Miller, L. Nazarenko, V. Oinas, Ja. Perlwitz, Ju. Perlwitz, D. Rind, A. Romanou, G.L. Russell, Mki. Sato, D.T. Shindell, P.H. Stone, S. Sun, N. Tausnev, D. Thresher, and M.-S. Yao (2006). Present day atmospheric simulations using GISS ModelE: Comparison to in-situ, satellite and reanalysis data. J. Climate. 19 (2): 153–192.